# Compétition d'escalade

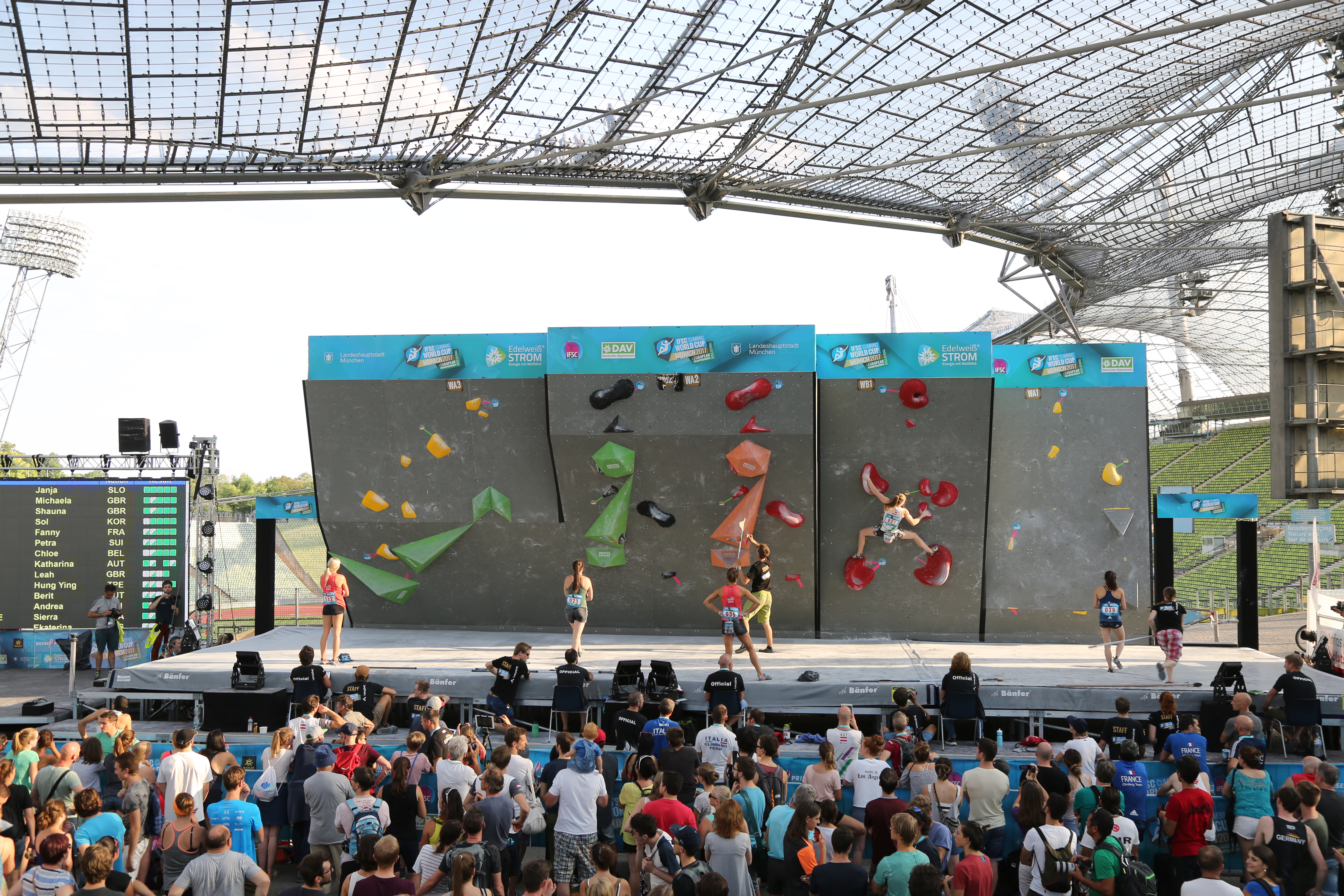
Épreuve de bloc lors de la Coupe du monde de 2017 à Munich.

Une compétition d'escalade se déroule généralement en intérieur sur des murs spécialement conçus. On trouve principalement trois types de compétitions en escalade sportive : la difficulté, la vitesse et le bloc. 
En escalade de difficulté, les compétiteurs commencent au pied d'une voie et doivent grimper le plus haut possible, idéalement jusqu'au sommet, dans un temps limité et en un seul essai. Tout au long de la voie, les grimpeurs mousquetonnent la corde dans des dégaines placées sur le mur à intervalle régulier. Dans une compétition de bloc, les compétiteurs grimpent sur des problèmes courts et sans corde. Le score est calculé en fonction du nombre de problèmes réussis et du nombre d'essais utilisés. Les compétitions de vitesse peuvent être réalisées en équipe ou seul. L'objectif est de grimper une voie standardisée le plus rapidement possible.
La Fédération internationale d'escalade (International Federation of Sport Climbing ; IFSC) organise les compétitions internationales les plus importantes en escalade, telles que les championnats du monde d'escalade et les Coupes du monde d'escalade. Le sport a rejoint les Jeux olympiques d'été pour la première fois en 2020.

## Historique
Les premières compétitions d'escalade connues ont été organisées par Oscar Eckenstein en bloc, dans l'Himalaya, avec des porteurs autochtones de la région du Baltoro, vers le début du XXe siècle,. Les premières compétitions régulières ont été organisées dans les années 1940 en URSS, puis à partir des années 1980 hors du bloc soviétique.

## Disciplines

### Escalade de difficulté
En difficulté, les compétiteurs grimpent une longue voie difficile créée par des ouvreurs afin d'en atteindre le sommet. Pour calculer le score, on regarde quelle est la dernière prise atteinte par le grimpeur et si celle-ci était « contrôlée » ou non. Une prise « contrôlée » est une prise que le grimpeur tient dans une position stable ou qu'il « utilise » pour effectuer un mouvement contrôlé dans sa progression vers le sommet. En cas d'égalité, on prend en compte le score de l'étape précédente ou le temps utilisé pour l'ascension.
Au cours d'évènements tels que les championnats du monde, les grimpeurs doivent grimper la voie à vue. Ce terme signifie qu'ils n'ont qu'un seul essai et qu'ils n'ont pas le droit de regarder les autres grimpeurs ou de recevoir de quelconques conseils (méthode) après le début de la compétition. Ces régulations sont mises en place pour éviter de donner un avantage considérable aux grimpeurs ayant l'opportunité d'apprendre des erreurs des précédents. Généralement, les grimpeurs disposent de quelques minutes pour observer la voie depuis le sol avant d'être placés en isolation.

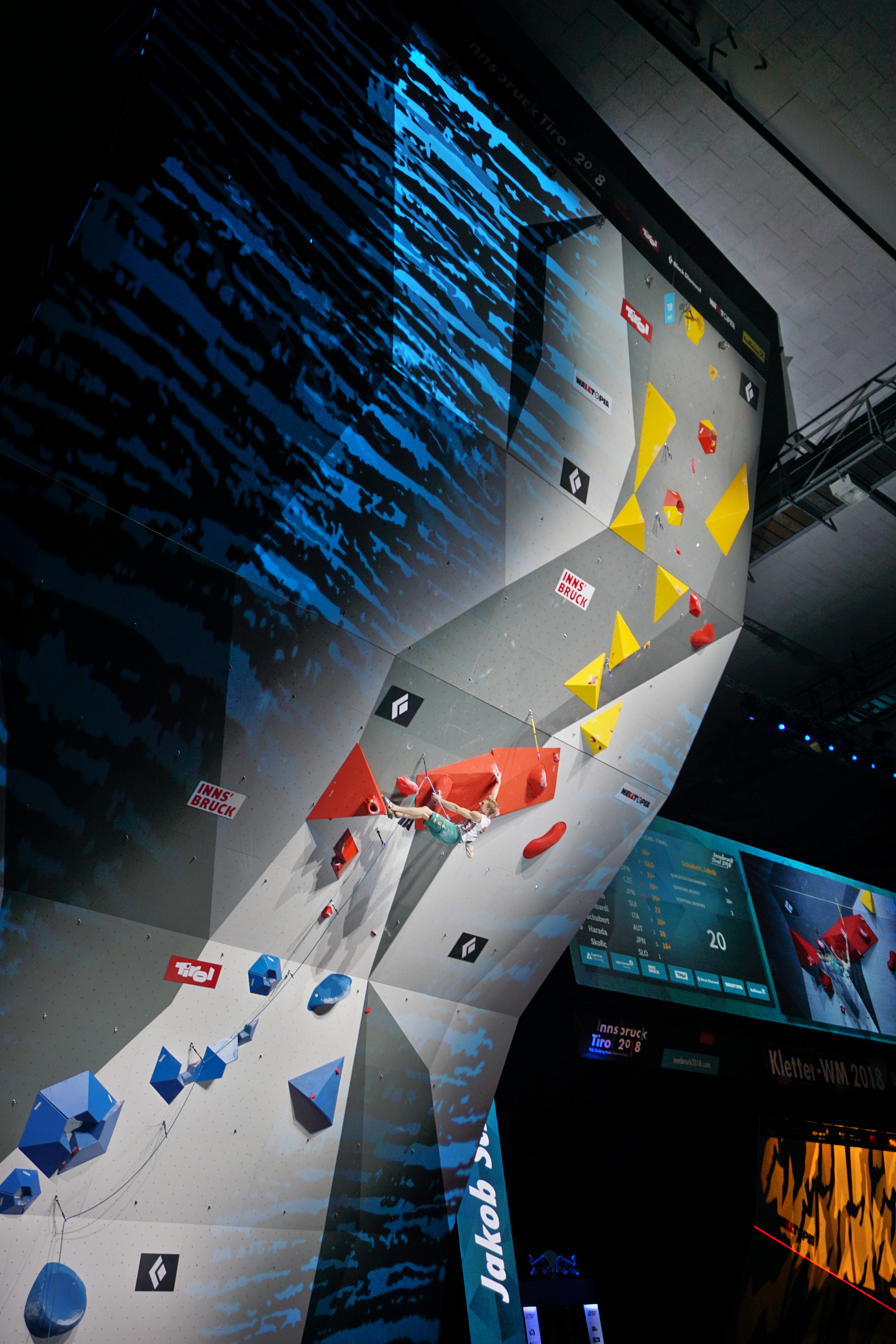
Jakob Schubert (finale de l'épreuve masculine de difficulté des championnats du monde de 2018)
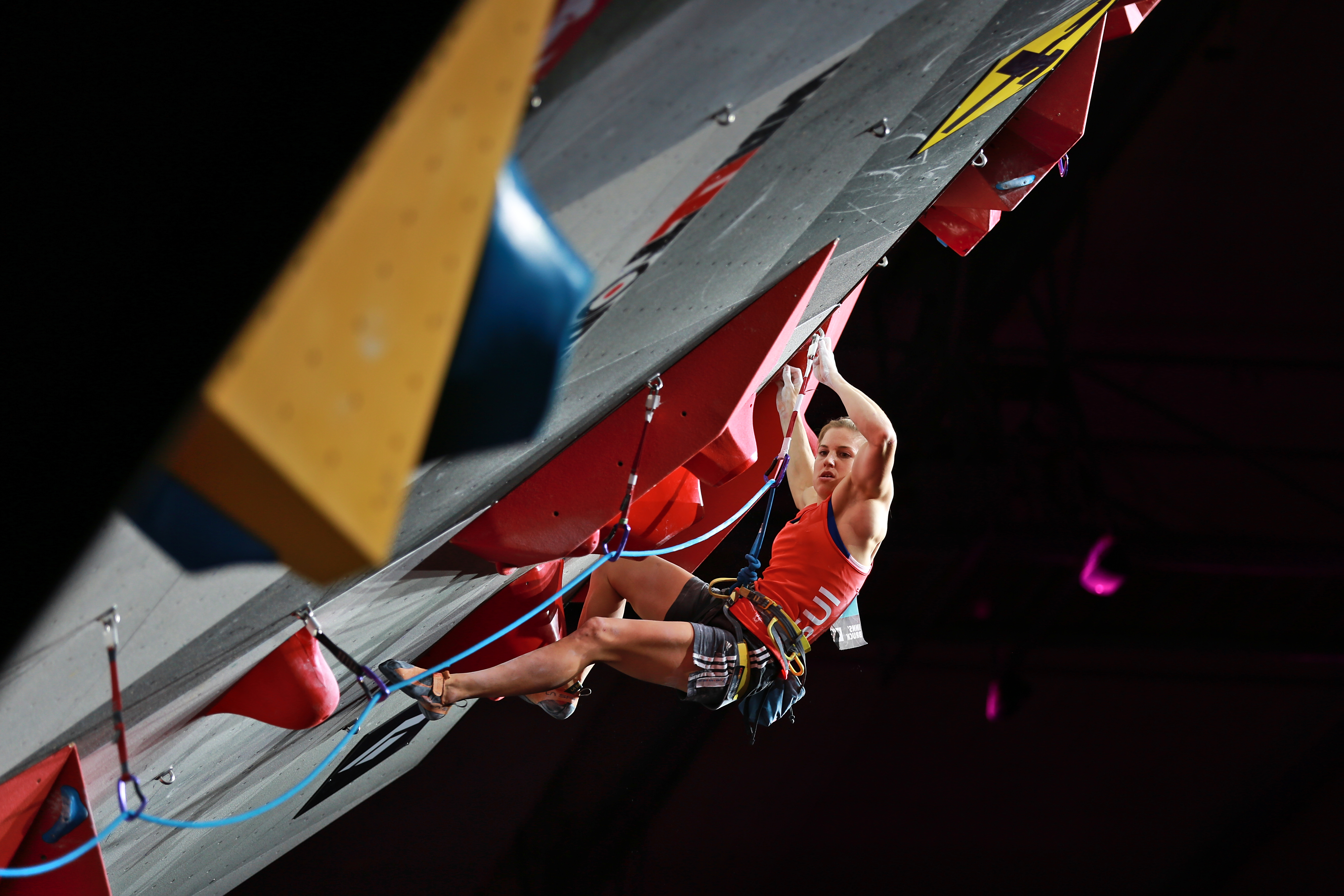
Petra Klingler (finale de l'épreuve féminine de difficulté des championnats du monde de 2018)
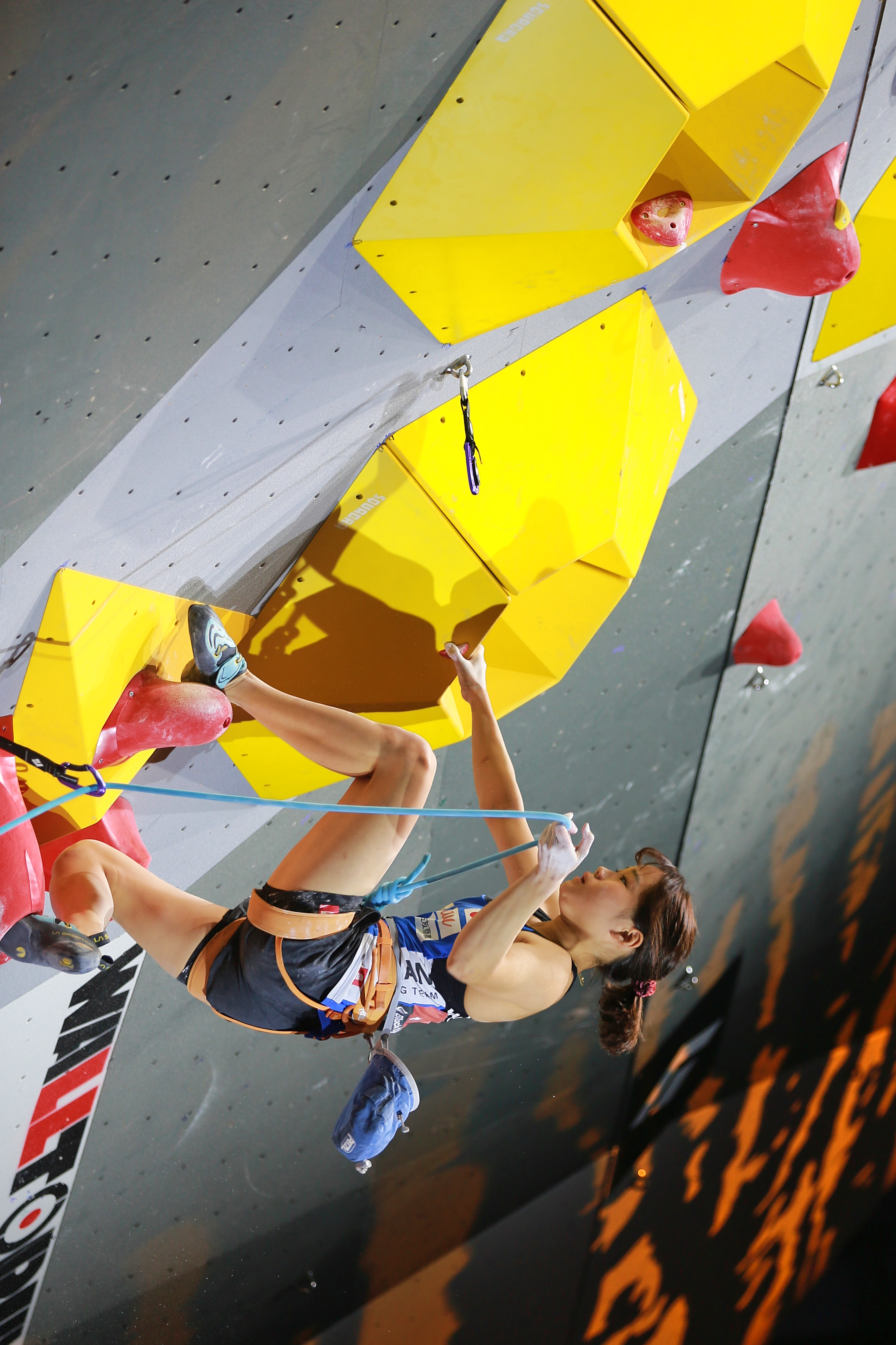
Mei Kotake (en) s'apprêtant à clipper une dégaine (finale de l'épreuve féminine de difficulté des championnats du monde de 2018)

### Escalade de vitesse
Pour les compétitions de vitesse, seule la rapidité compte. La voie, certifiée par la Fédération internationale d'escalade (IFSC), est placée sur un mur en léger dévers (5°) et les grimpeurs sont assurés en moulinette. Depuis 2007, la voie a été standardisée par l'IFSC afin de pouvoir réaliser des records du monde. Le temps est calculé par un système automatique qui s'arrête lorsque le grimpeur appuie sur l'interrupteur en haut du mur. Il était possible de chronométrer manuellement jusqu'en 2018. Le record du monde masculin sur la voie de 15 mètres est détenu par le grimpeur américain Samuel Watson (établi à 4,74 secondes lors de la petite finale des Jeux olympiques d'été de 2024 à Paris le 8 août 2024),. Le record féminin a été établi par la Polonaise Aleksandra Mirosław en 6,06 secondes, le 6 août 2024, lors de ces mêmes Jeux olympiques à Paris.
La vitesse en équipe est devenue une discipline à part entière lors du Championnat du monde de 2011. Elle consiste en une course pendant laquelle trois grimpeurs du même sexe se relaient. Avant les régulations de 2012, les équipes devaient être mixtes. La course se déroule sur un mur équipé de quatre voies standardisées, deux par équipe. Le premier compétiteur grimpe jusqu'à l'interrupteur, ce qui déclenche le départ du deuxième grimpeur, puis de même pour le troisième qui achève la course en appuyant sur son interrupteur[réf. nécessaire].
La vitesse a d'abord fait partie du combiné d'escalade pour les Jeux olympiques de 2020, avant de constituer une épreuve à part lors des Jeux olympiques de 2024.

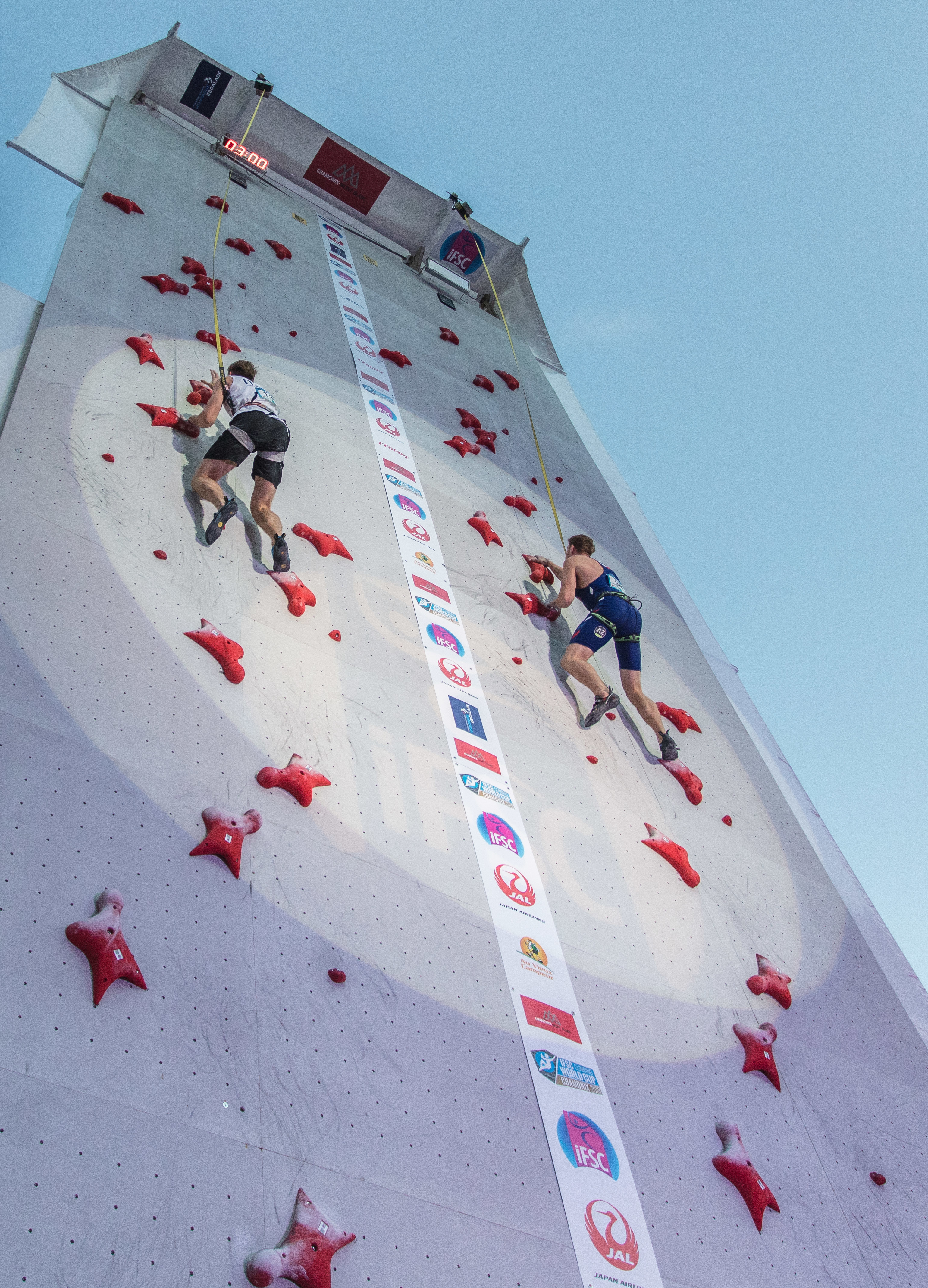
Épreuve masculine d'escalade de vitesse aux Championnats du monde d'escalade de 2018.
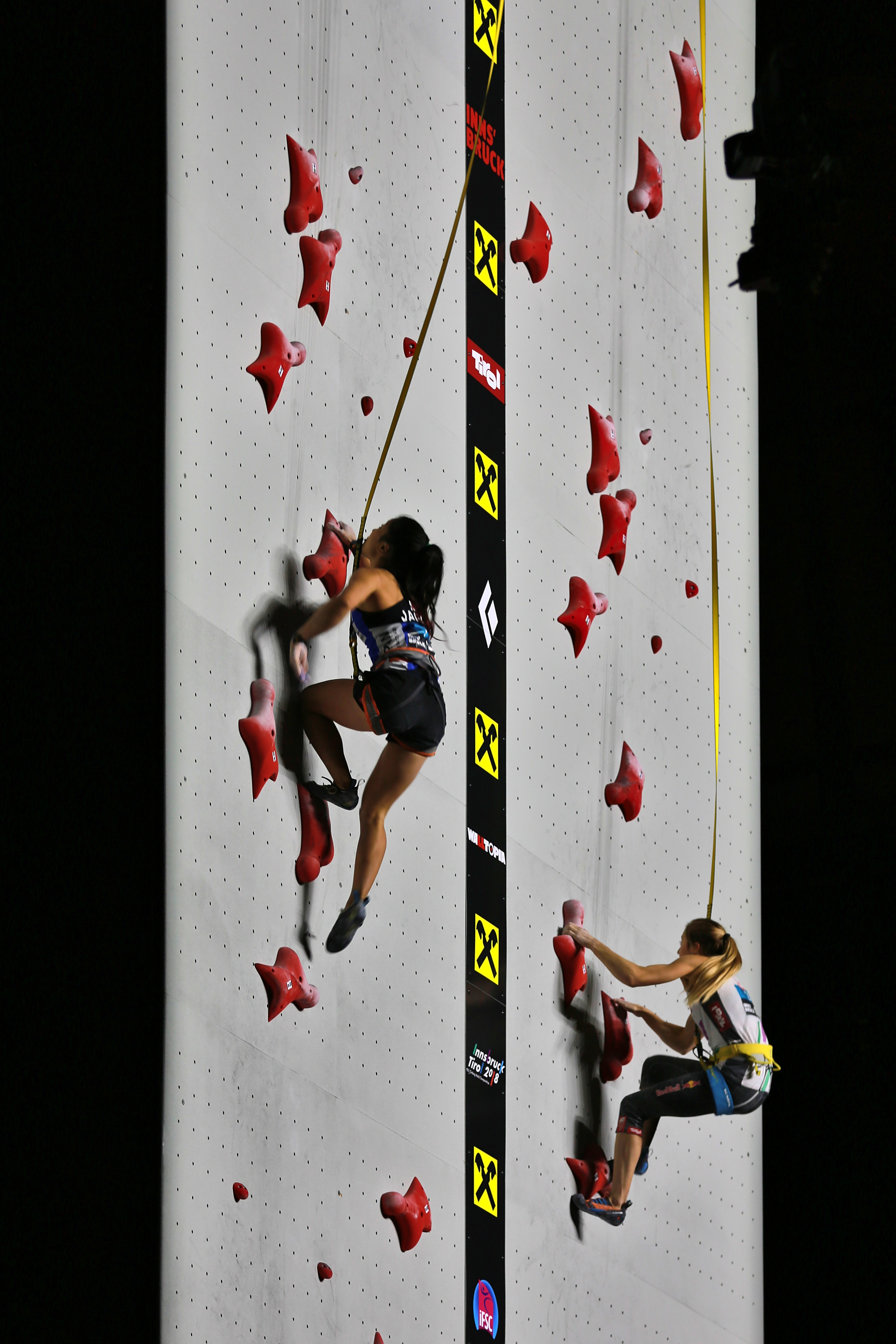
Épreuve féminine d'escalade de vitesse aux Championnats du monde d'escalade de 2018.
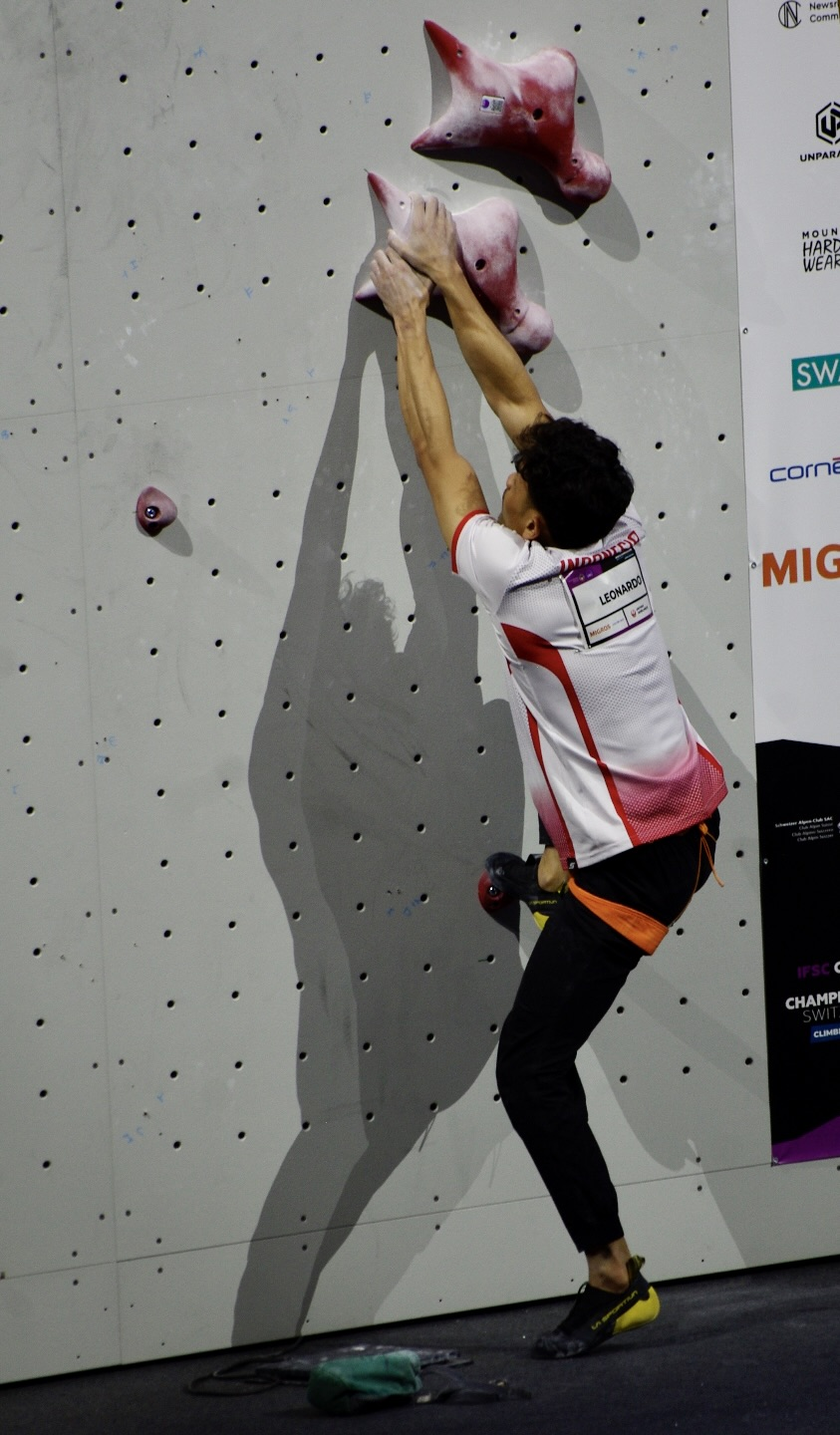
Veddriq Leonardo, premier champion olympique de la discipline en 2024, recordman du monde de l'épreuve de vitesse entre avril 2023 et avril 2024.

### Escalade de bloc

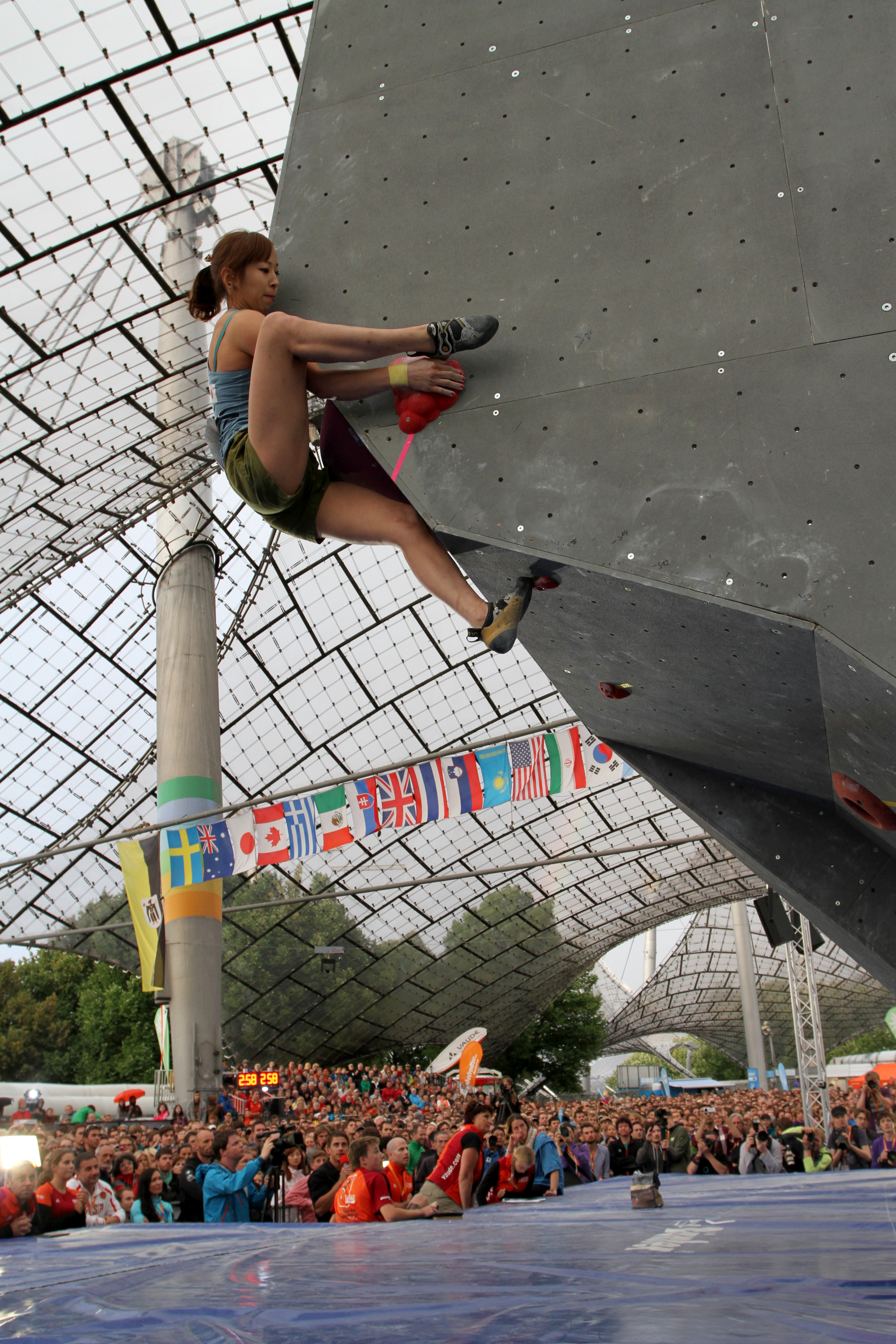
Akiyo Noguchi lors de l'étape de Munich de la coupe du monde d'escalade de 2012.

Une compétition de bloc se déroule sur un mur de faible hauteur sans système d'assurage. Contrairement à la difficulté, un grimpeur peut essayer plusieurs fois un même bloc. Cependant, il ne peut pas non plus observer les autres grimpeurs ou recevoir des conseils après le début de la compétition. Lors des compétitions de l'IFSC ou des Jeux olympiques, les compétiteurs disposent de quatre minutes pour essayer un bloc autant de fois qu'ils le souhaitent.
Le score est calculé en fonction du nombre total de blocs réalisés ainsi que du nombre d'essais utilisés. Le classement est ensuite effectué soit selon un système à points, soit à l'aide d'une prise « bonus ». Dans le système à points, le grimpeur améliore son résultat en fonction du nombre de prises atteintes, la dernière octroyant le meilleur score. Les compétitions de l'IFSC et les Jeux olympiques utilisent une prise bonus appelée « zone ». Le nombre d'essais à la zone permet de départager davantage les compétiteurs.

### Handisport
L’escalade est également pratiquée en compétition par des grimpeurs handicapés, sous le nom de handi-escalade, para-escalade ou paraclimbing. Le format retenu est proche de l’épreuve de difficulté des compétiteurs valides, à la différence que l’ascension s’effectue avec un assurage en moulinette et souvent à l’aide de deux cordes afin de limiter les effets de pendule en cas de chute. Les athlètes concourent dans plusieurs catégories correspondant à leur handicap et à la gravité de celui-ci.

## Principales compétitions
Les compétitions les plus connues à l'international sont organisées par la Fédération internationale d'escalade (IFSC). Elles comprennent les championnats du monde d'escalade, les coupes du monde d'escalade et les championnats d'Europe.
D'autres compétitions internationales ont lieu, telles que :
- Sportroccia, la première compétition internationale d'escalade, organisée en 1985, 1986, 1988 et 1989[11] ;
- les Rock Master ;
- l'escalade aux Jeux mondiaux ;
- Melloblocco.

En France, la Fédération française de la montagne et de l'escalade (FFME) organise des événements régionaux, départementaux et nationaux.

### Jeux olympiques
Il est annoncé en août 2016 que l'escalade rejoindrait les sports olympiques pour les Jeux de 2020. Les compétiteurs se sont affrontés dans un format de combiné dans lequel leurs résultats de difficulté, de vitesse et de bloc étaient conjugués pour déterminer le vainqueur. Les grimpeurs Alberto Ginés López et Janja Garnbret ont gagné les médailles d'or chez les hommes et les femmes respectivement.
Pour 2024, le format est modifié pour répartir les trois disciplines en deux évènements : un combiné comprenant le bloc et la difficulté et une épreuve de vitesse. Le système de point a également évolué pour privilégier les performances individuelles plutôt que le rang des grimpeurs comme c'était le cas au préalable.

### Compétitions jeunes
Les principales compétitions d'escalade jeunes sont organisées par l'IFSC et comprennent : les Championnats du monde jeunes d'escalade IFSC et la Coupe du monde d'escalade IFSC. En France, les compétitions jeunes sont organisées par la Fédération française de la montagne et de l'escalade (FFME).

## Principaux compétiteurs
Le grimpeur de compétition masculin le plus titré de l'histoire, dans les championnats et coupes du monde IFSC et les Jeux olympiques, est l'Autrichien Jakob Schubert (détenteur de 13 titres mondiaux), suivi du Tchèque Adam Ondra (11 titres) et du Français François Legrand (8 titres). Par épreuve, Legrand est le plus titré en difficulté (8 titres), l'Autrichien Kilian Fischhuber en bloc (5 titres) et le Chinois Qixin Zhong en vitesse (5 titres).
Chez les femmes, la grimpeuse slovène Janja Garnbret est la plus titrée de l'histoire (20 titres mondiaux, dont 2 médailles d'or olympiques), suivie de la Française Sandrine Levet (11 titres) et de l'Autrichienne Angela Eiter (8 titres). Par épreuve, Garnbret est la plus titrée en difficulté (7 titres), Levet en bloc (6 titres) et la Russe Tatiana Ruyga en vitesse (5 titres).
Au total, sur les circuits masculins et féminins, Garnbret est la compétitrice d'escalade la plus titrée de tous les temps.
En octobre 2023, le jeune Japonais Sorato Anraku domine le classement mondial masculin, aussi bien en difficulté qu'en bloc et qu'en combiné (difficulté + bloc), après être devenu, le 24 septembre, le plus jeune vainqueur d'une coupe du monde d'escalade (à 16 ans, 8 mois et 10 jours) et le premier à remporter la coupe du monde de bloc et de difficulté dès sa première année chez les seniors, puis à remporter le combiné des Jeux asiatiques en octobre.

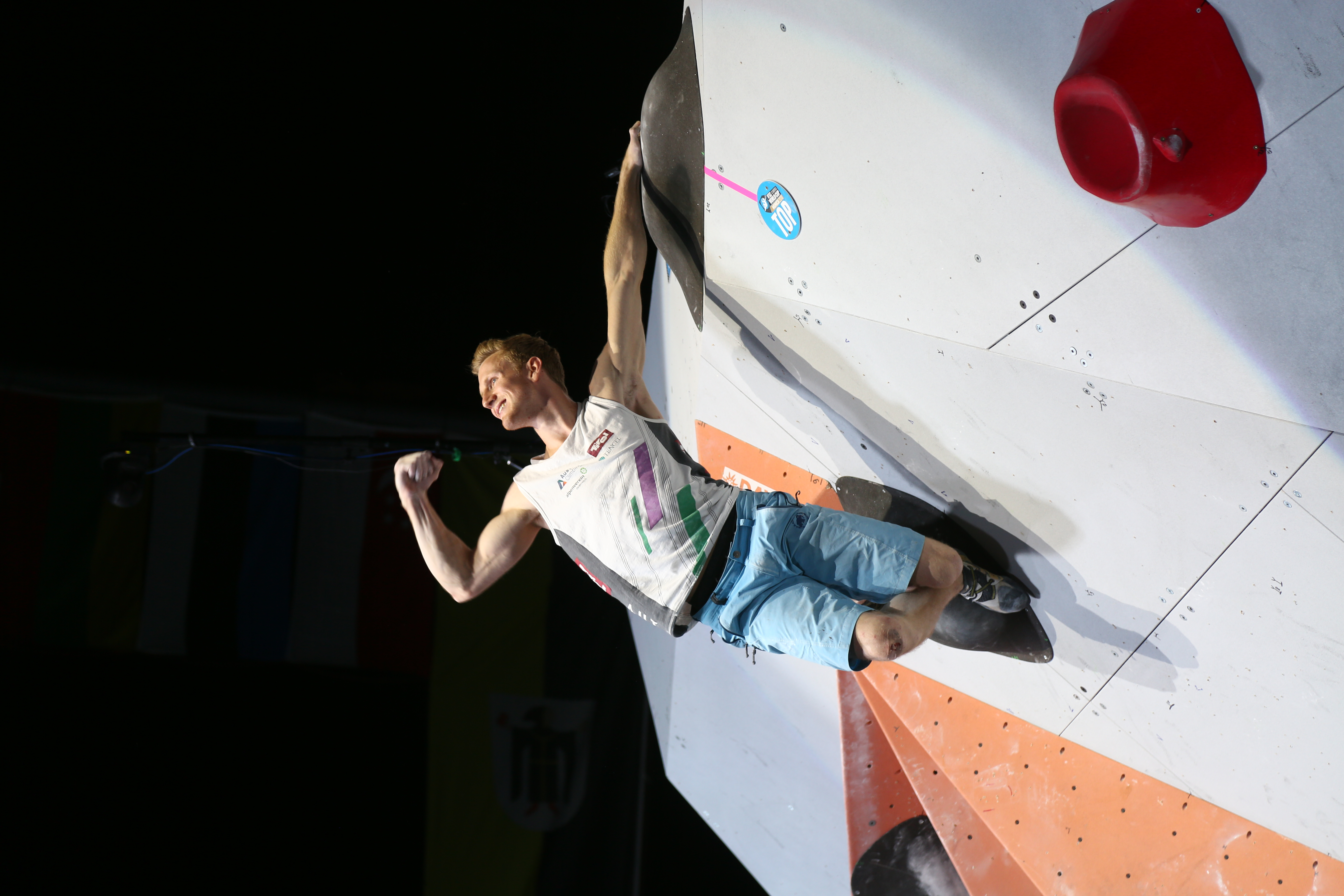
Jakob Schubert est le grimpeur masculin le plus titré de l'histoire.
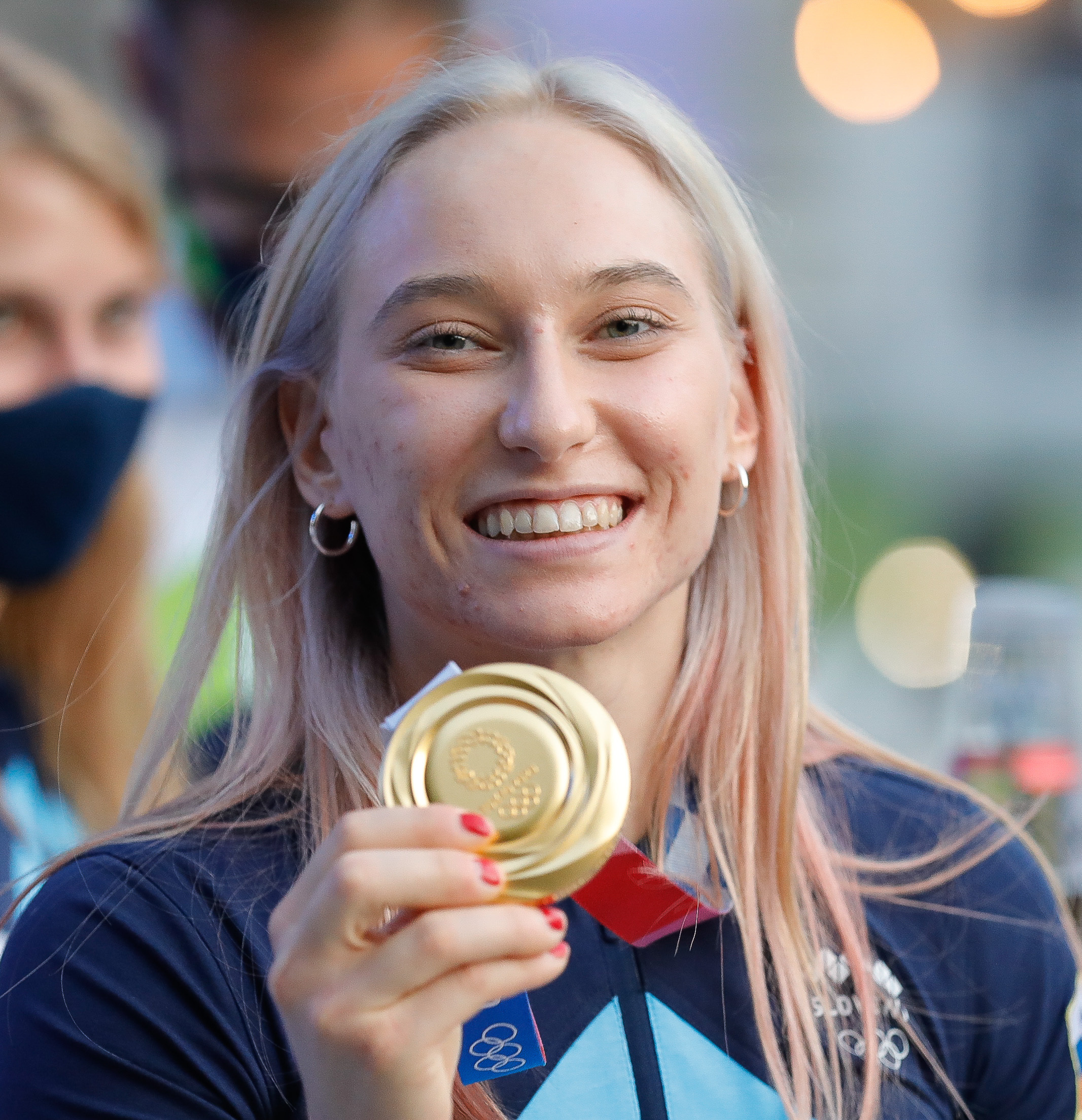
Janja Garnbret est la grimpeuse la plus titrée de l'histoire.

## Controverse sur le poids des athlètes
Le poids des athlètes étant un facteur de la compétition lié à la gravité, il est fait état de troubles des conduites alimentaires chez des athlètes cherchant à avoir un poids anormalement bas, ce qui conduit des athlètes comme Janja Garnbret à exiger de la Fédération internationale d'escalade des règles d'équité,.